# Inon Zur
Inon Zur (* 4. července 1965, Izrael) je izraelský hudební skladatel momentálně žijící se svou rodinou v Encinu, Kalifornie, USA. Vystudoval Hudební Akademii v Tel Avivu, pak studoval na Kalifornské státní univerzitě v USA. Skládá dramatickou hudbu k počítačovým a video hrám, seriálům a filmům.

## Dílo

### Filmy
- 1994 - Yellow Lotus
- 1997 - Turbo: A Power Rangers Movie
- 1997 - Casper - První kouzlo (Casper: A Spirited Beginning)
- 1998 - Rusty (Rusty: A Dog's Tale)
- 1999 - Au Pair aneb Slečna na hlídání (Au pair)
- 2000 - Final Descent
- 2000 - Escaflowne (Escaflowne: The Movie) - anglická verze
- 2000 - St. Patrick: The Irish Legend
- 2000 - Power Rangers in 3D: Triple Force
- 2001 - Au Pair II aneb Pohádka pokračuje (Au Pair II)

### Hry
- 2000 - Star Trek: Klingon Academy
- 2000 - Star Trek: New Worlds
- 2000 - Star Trek: Starfleet Command II: Empires at War
- 2001 - Fallout Tactics: Brotherhood of Steel
- 2001 - Baldur's Gate II: Throne Of Bhaal
- 2001 - Star Trek: Starfleet Command: Orion Pirates
- 2002 - Icewind Dale II
- 2002 - War and Peace: 1796–1815
- 2002 - Run Like Hell
- 2003 - Lionheart: Legacy of Crusader
- 2003 - SOCOM II: U.S. Navy SEALs
- 2004 - Champions of Norrath: Realms of Everquest
- 2004 - Syberia II
- 2004 - Crusader Kings
- 2004 - Combat: Task Force 121
- 2004 - Shadows Ops: Red Mercury
- 2004 - Men of Valor
- 2005 - Champions: Return to Arms
- 2005 - Warhammer 40,000: Dawn of War: Winter Assault
- 2005 - Prince of Persia: The Two Thrones
- 2005 - Gauntlet: Seven Sorrows
- 2005 - Twisted Metal: Head On
- 2006 - Warhammer 40,000: Dawn of War: Dark Crusade
- 2006 - Lineage 2: The Chaotic Chronicle: Chronicle 5 - Oath of Blood
- 2006 - Piráti z Karibiku: Legenda o Jacku Sparrowovi
- 2006 - EverQuest II: Echoes of Faydwer
- 2007 - Exteel
- 2007 - Naruto: Rise of a Ninja
- 2007 - Company Of Heroes: Opposing Fronts
- 2007 - EverQuest II: Rise of Kunark
- 2007 - Crysis
- 2008 - Crysis Warhead
- 2008 - EverQuest II: The Shadow Odyssey
- 2008 - Naruto: The Broken Bond
- 2008 - Warhammer 40,000: Dawn of War: Soulstorm
- 2008 - Fallout 3
- 2008 - Prince of Persia
- 2009 - Dragon Age: Origins
- 2009 - James Cameron's Avatar: The Game (2009) – Nintendo DS verze
- 2010 - Fallout: New Vegas
- 2010 - Ace Combat: Joint Assault
- 2011 - Dragon Age 2
- 2011 - TERA
- 2011 - Thor: God of Thunder
- 2011 - The Lord of the Rings: War in the North
- 2012 - Soulcalibur V
- 2012 - Dragon's Dogma
- 2012 - Guardians of Middle-earth
- 2014 - Fantasia: Music Evolved
- 2015 - Fallout 4
- 2015 - Sword Coast Legends
- 2016 - Hero's Song - verze v předběžném přístupu
- 2016 - Eagle Flight
- 2017 - Syberia 3
- 2018 - Pathfinder: Kingmaker
- 2018 - Fallout 76
- 2019 - The Elder Scrolls: Blades
- 2020 - The Waylanders
- 2020 - Starfield
- 2021 - Outriders

### Ocenění
| Rok  | Cena                                               | Kategorie                                                                | Práce                                       | Výsledek  |
| ---- | -------------------------------------------------- | ------------------------------------------------------------------------ | ------------------------------------------- | --------- |
| 1997 | Telly Award                                        | Nejlepší skladby (Best Score)                                            | Power Rangers: Turbo                        | vítězství |
| 2002 | Game Audio Network Guild                           | Hudba roku (Music of the Year)                                           | Icewind Dale II                             | nominace  |
| 2003 | Game Audio Network Guild                           | Nejlepší původní pomocný finalista - Best Original Instrumental Finalist | SOCOM II: U.S. Navy SEALS                   | nominace  |
| 2004 | Game Audio Network Guild                           | Nejlepší původní instrumentální - Best Original Instrumental             | Men of Valor                                | vítězství |
| 2004 | Game Audio Network Guild                           | Nejlepší živý nahrávací výkon - Best Live Performance Recording          | Men of Valor                                | nominace  |
| 2004 | Game Audio Network Guild                           | Nejlepší sondtack - Best Original Soundtrack Album                       | Men of Valor                                | nominace  |
| 2004 | Game Audio Network Guild                           | Nejlepší sondtack - Best Original Soundtrack Album                       | Shadow Ops: Red Mercury                     | nominace  |
| 2006 | Canadian Awards for the Electronic & Animated Arts | Nejlepší sondtack - Best Original Musical Score                          | Warhammer 40,000: Dawn of War: Dark Crusade | nominace  |
| 2007 | IGN Best of 2007 Awards                            | Nejlepší původní soundtrack - Best Original Score (PC)                   | Crysis                                      | 2. místo  |
| 2008 | British Academy of Film and Television Arts        | Nejlepší původní soundtrack - Best Original Score                        | Fallout 3                                   | nominace  |
| 2008 | Spike Video Game Awards                            | Nejlepší původní soundtrack - Best Original Score                        | Fallout 3                                   | nominace  |
| 2008 | Golden Joystick Award                              | Soundtrack roku - Soundtrack of the Year                                 | Fallout 3                                   | nominace  |
| 2008 | Game Audio Network Guild                           | Nejlepší původní zpěv - Best Original Vocal – Choral                     | Prince of Persia                            | nominace  |
| 2008 | Game Audio Network Guild                           | Nejlepší původní instrumentální - Best Original Instrumental             | Prince of Persia                            | nominace  |
| 2008 | IGN Best of 2008 Awards                            | Nejlepší původní soundtrack - Best Original Score                        | Prince of Persia                            | nominace  |
| 2009 | Hollywood Music In Media Award                     | Nejlepší skladba - Best Original Song – Video Game                       | Dragon Age: Origins                         | vítězství |